# Mercurio nella fantascienza

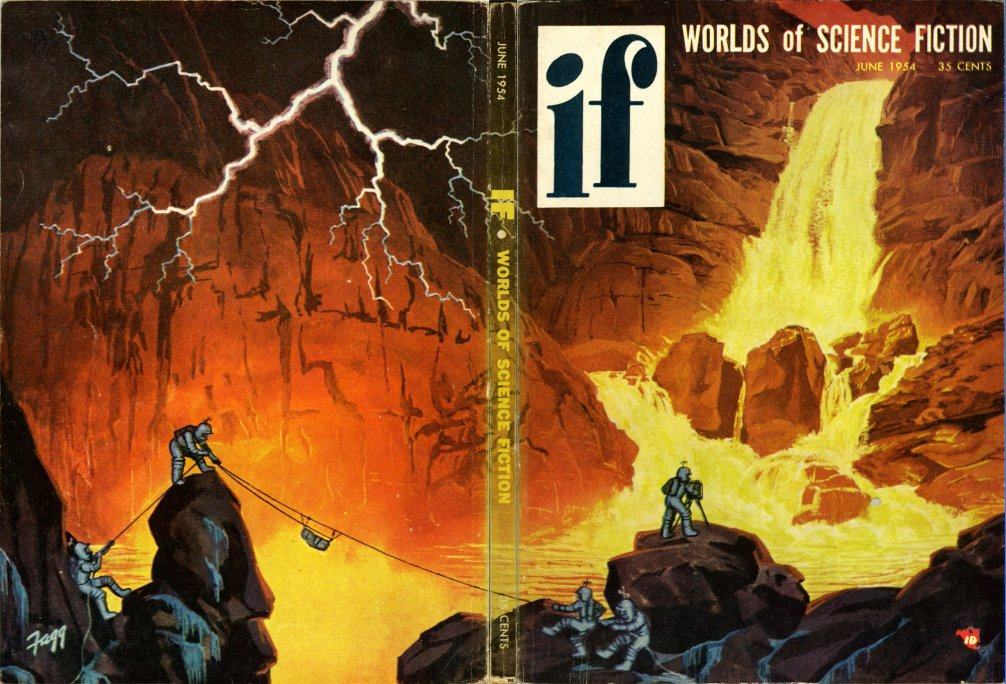
Copertina della rivista If con le "Cascate di lava su Mercurio" ("Lava Falls on Mercury), illustrazione di Ken Fagg, giugno 1954

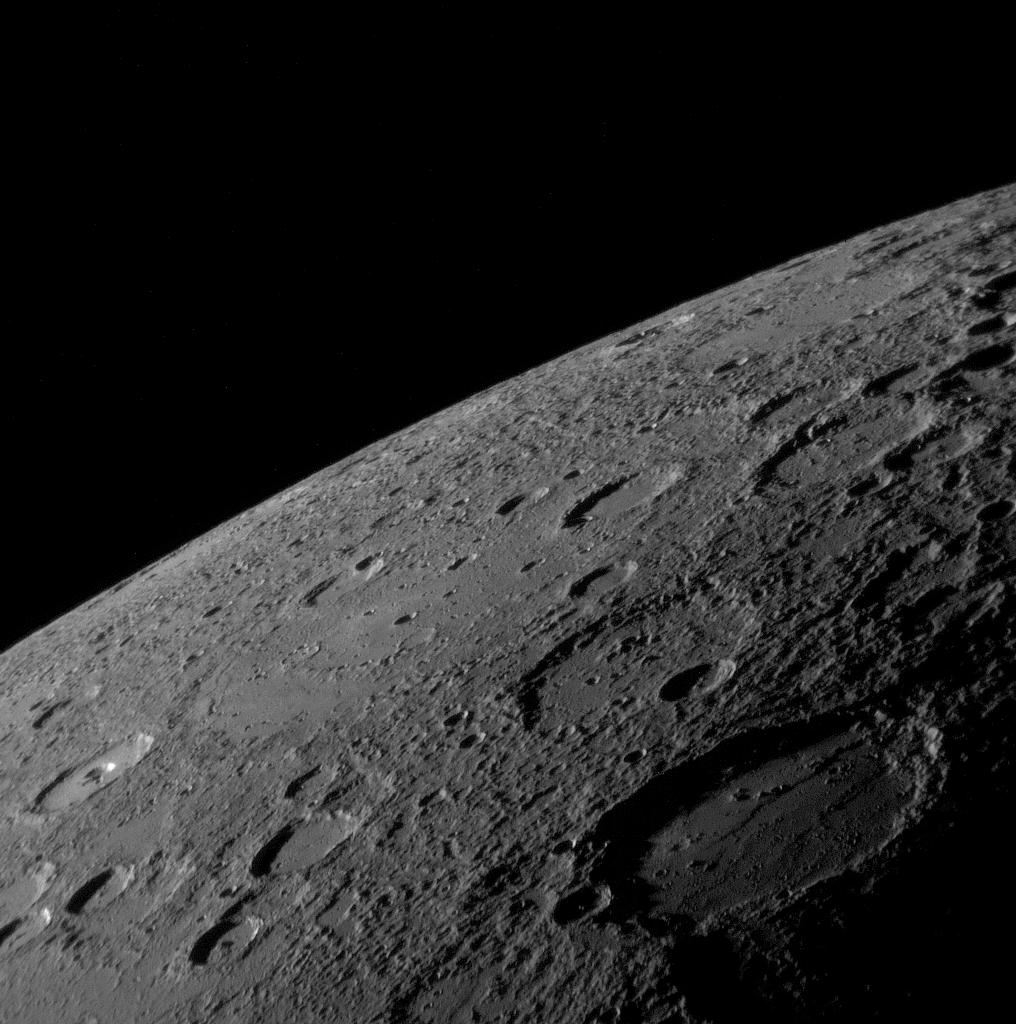
Immagine di Mercurio vista dalla sonda MESSENGER nel 2008

Trattandosi di uno dei pianeti più vicini alla Terra, Mercurio è stato spesso usato come ambientazione di racconti e romanzi fantascientifici, soprattutto negli anni quaranta e cinquanta, quando ancora si pensava che il pianeta volgesse sempre la stessa faccia al Sole. Tra i temi ricorrenti dei racconti su Mercurio vi sono i pericoli dell'esposizione alla radiazione solare e la possibilità di sfuggire alle eccessive radiazioni rimanendo all'interno del terminatore (il confine tra giorno e notte) che si sposta lentamente. Un altro dei temi ricorrenti è il governo autocratico, forse a causa dell'associazione tra Mercurio e il clima caldo-temperato.
Le anomalie osservate nell'orbita del pianeta fecero ipotizzare a Urbain Le Verrier nel 1859 l'esistenza di un altro pianeta, Vulcano; si supponeva che l'orbita di questo misterioso pianeta si svolgesse completamente all'interno di quella di Mercurio. Vulcano fu visitato con l'immaginazione nel 1882, nel romanzo A Thousand Years Hence di Nunsowe Green. Il termine è oggi più frequentemente associato al pianeta natale (situato in un altro sistema stellare) del sig. Spock, l'ufficiale scientifico di Star Trek. Il primo a dare una spiegazione corretta per le anomalie della precessione del perielio di Mercurio fu Albert Einstein nel 1915.
Originariamente si credeva che Mercurio fosse in orbita sincrona con il Sole e che il pianeta volgesse sempre la stessa faccia alla stella, con estremi di caldo e freddo sullo stesso pianeta e presumibilmente una fascia abitabile tra i due. Questa visione di Mercurio fu spazzata via nel 1956, quando i radioastronomi scoprirono che Mercurio ruota tre volte ogni due rivoluzioni, esponendo tutta la sua superficie al sole.
Le opere di fantasia su Mercurio possono pertanto dividersi in due gruppi, quelle fino alla metà degli anni cinquanta che usano il "vecchio" Mercurio, con il suo lato buio e quello illuminato, e le storie che riflettono una conoscenza scientifica più aggiornata del pianeta.

## Letteratura

### "Vecchio Mercurio"

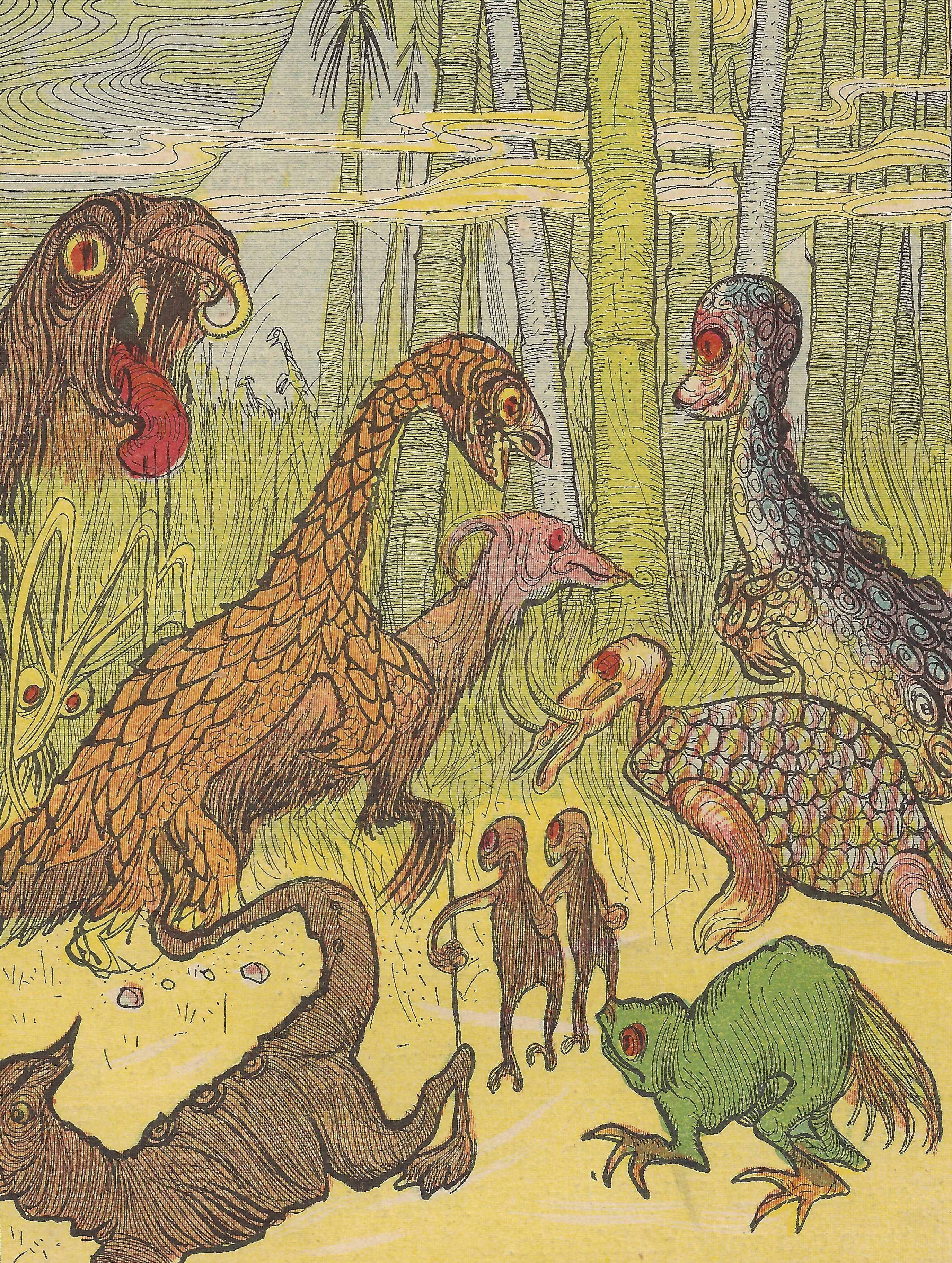
"Aspetto ideale di un Paese di Mercurio" nel romanzo avventuroso Gli esploratori dell'infinito (1906) scritto e illustrato da Yambo.

Bernard le Bovier de Fontenelle nel suo Entretiens sur la pluralité des mondes (Interviste sulla pluralità dei mondi) del 1686, espone l'idea che Mercurio ed altri pianeti del sistema solare siano abitati, descrivendo le civiltà su Mercurio, Venere e Saturno. È stato citato come primo romanzo di fantascienza ben costruito sui mondi extraterrestri e rimase l'opera più popolare del genere fino alla fine del XVIII secolo.
Nel romanzo avventuroso Gli esploratori dell'infinito del 1906 scritto e illustrato dall'autore italiano Yambo, è rappresentato un pianeta abitato da una variegata fauna e flora simil-preistorica, con abitanti senzienti (allo stesso modo degli altri pianeti del sistema solare).
Ne Il serpente Ouroboros (The Worm Ouroboros, 1922) di Eric Rücker Eddison, l'azione ha luogo in un mondo fantastico che fa apparentemente parte del pianeta Mercurio. Il nome, tuttavia, è usato solamente per dare un tocco esotico, non essendovi alcun tentativo di far corrispondere le caratteristiche di quel mondo a qualsiasi dato conosciuto su Mercurio negli anni venti (ad esempio il Mercurio descritto da Eddison ha una normale lunghezza del giorno e della notte); in effetti assomiglia in tutto alla Terra, non fosse per alcuni dettagli della sua geografia.
Nella terra della grande luce (Tama of the Light Country, 1930) e La principessa di Mercurio (Tama, Princess of Mercury, 1931), di Ray Cummings (raccolte in italiano ne La principessa della luce) sono avventure nello stile di Edgar Rice Burroughs ambientate in un Mercurio dall'orbita sincrona; questi planetary romance hanno per protagonista Jack Dean, un terrestre trasportato suo malgrado sul pianeta da un misterioso "trasferimento astrale".
H. P. Lovecraft in L'ombra venuta dal tempo (The Shadow Out of Time, 1936) menziona brevemente il pianeta.
Nei racconti di Leigh Brackett - specialmente I demoni del lato oscuro (The Demons of Darkside, 1941), A World is Born (1941), La spada di luce (Cube from Space,1942) e Shannach, l'ultimo  (Shannach – the Last, 1952) - un Mercurio in orbita sincrona possiede una "cintura del crepuscolo" esposta a pericolose variazioni di caldo e freddo e a devastanti tempeste solari. Alcuni dei personaggi più vividi della Brackett, come Jaffa Storm (E su Marte dominerai, 1944) ed Eric John Stark, sono nativi di Mercurio.
Nelle storie di Isaac Asimov Mercurio appare spesse volte come ambientazione. Asimov scrisse tutte quelle storie prima che gli astronomi sapessero che il pianeta non aveva un'orbita sincrona intorno al Sole; il pianeta è sempre rappresentato con una faccia in permanenza buia e un'altra in piena luce.
Nel racconto Circolo vizioso (Runaround, in Astounding Science Fiction, 1942, ripubblicato nell'antologia Io, Robot, 1950), una base su Mercurio invia robot a cercare del selenio, essenziale per proteggere la base dal sole intensissimo del pianeta. Il robot però impazzisce durante il percorso e gli uomini della base devono usare le loro conoscenze delle tre leggi della robotica per farlo rinsavire (è il primo racconto in cui tutte e tre le leggi sono menzionate esplicitamente).
Conclusione errata (The Dying Night, in The Magazine of Fantasy and Science Fiction, 1956) è un giallo ad enigma in cui degli astronomi da Mercurio, dalla Luna e dall'asteroide Cerere sono implicato in un omicidio. Le dinamiche delle condizioni di vita di ognuno di queste ambientazioni sono la chiave per scoprire quale astronomo è il colpevole.
L'intera vicenda narrata nel romanzo per ragazzi Lucky Starr e il grande sole di Mercurio, pubblicato da Asimov nel 1956, è ambientata sul pianeta Mercurio, e la convinzione che il pianeta possedesse un emisfero perennemente bruciato dal Sole e uno perennemente gelato risulta fondamentale per la trama dell'opera.
Nel romanzo di C. S. Lewis Quell'orribile forza (That Hideous Strength, 1945), Mercurio, o Viritrilbia, è descritto come il luogo di nascita del linguaggio nell'universo. È grazie al potere dell'Oyarsa di Viritrilbia che Merlinus Ambrosius ha la possibilità di "disfare la lingua" al banchetto N.I.C.E. nel penultimo capitolo del libro.
In Isole cosmiche (Islands in the Sky, 1952) di Arthur C. Clarke, c'è una strana creatura che vive in quello che in seguito sarà ritenuto il lato permanentemente buio, con solo visite occasionali alla zona del crepuscolo.
In Pianeta di ghiaccio (Iceworld, 1953) di Hal Clement, degli alieni basati sul silicio stabiliscono una base sul lato caldo del pianeta. Ciò non è abbastanza per loro, che mettono la base nel mezzo di un cratere con specchi sul bordo per concentrare la luce solare e raggiungere la temperatura necessaria.
In Sfere di fuoco (Battle on Mercury, 1953) di Eric van Lhin (uno degli pseudonimi di Lester del Rey), i coloni terrestri vivono sul pianeta protetti da enormi cupole ermetiche. Le forme di vita intelligente indigene sono incandescenti sfere di pura energia.
Altro racconto basato sull'assunto che Mercurio presenti sempre la stessa faccia al Sole è Traversata al sole (Brightside Crossing, su Galaxy, 1956), una storia breve scritta da Alan E. Nourse, narrata dall'unico sopravvissuto di un gruppo di quattro esploratori che cerca di affrontare la traversata della faccia illuminata di Mercurio al perielio, ma non valuta correttamente i pericoli del viaggio.
Il romanzo Le sirene di Titano (1959) di Kurt Vonnegut si svolge in parte su Mercurio. Nel libro il pianeta volge sempre la stessa faccia al Sole e la differenza di temperatura tra i due emisferi provoca una tensione che lo fa vibrare "come un calice di cristallo". La vibrazione è il nutrimento degli abitanti di Mercurio, gli armonium, creature graziose e pacifiche che vivono attaccate alle pareti delle grotte.
In Negromante (Necromancer, 1962) di Gordon R. Dickson, è stata collocata una base su Mercurio, usata dalla Gilda di Chantry per allenare i principianti all'interno del gruppo.
In The Coldest Place (1964) di Larry Niven, uno dei suoi primi racconti, lo scrittore si prende gioco del lettore, a cui viene detto che lo scenario è "il luogo più freddo del sistema solare" presumendo che si tratti di Plutone, solo per scoprire alla fine che la vera localizzazione è la faccia oscura di Mercurio. La storia fu scritta quando la teoria dell'orbita sincrona di Mercurio con il Sole era ancora prevalente, ma fu pubblicata appena dopo la scoperta che il pianeta ruotava in una risonanza di 2:3.
Mission to Mercury (1965) di Hugh Walters presume a sua volta che Mercurio abbia un lato 'oscuro' vicino allo zero assoluto da cui i protagonisti devono essere salvati prima di morire congelati.

### "Nuovo Mercurio"
In Incontro con Rama (Rendezvous with Rama, 1973) di Arthur C. Clarke, Mercurio è controllato da un governo di minatori di metalli che cercano di distruggere il vascello alieno Rama. Il romanzo condivide l'elemento di sfondo della colonizzazione del sistema solare con numerose altre opere, in particolar modo Terra imperiale (Imperial Earth, 1975).
In Spedizione Sundiver (Sundiver, 1980) di David Brin, i personaggi trascorrono la maggior parte del tempo su Mercurio, tra una spedizione e l'altra nella cromosfera del Sole.
Nei romanzi e racconti di Kim Stanley Robinson, specialmente The Memory of Whiteness (1985), Mercurial (in The Planet on the Table, 1986) e Il blu du Marte (Blue Mars, 1996), Mercurio è la sede di una vasta città chiamata Terminator. Allo scopo di evitare la pericolosa radiazione solare, la città scorre attorno all'equatore del pianeta su binari, regolandosi con la rotazione del pianeta in modo che il sole non si alzi mai completamente dall'orizzonte. La forza motrice proviene dal calore del sole che espande le rotaie nella faccia illuminata. La città è governata da un dittatore autocratico chiamato il Leone di Mercurio.
In Manifold: Space (2000) di Stephen Baxter, Mercurio è l'ultimo baluardo dell'umanità dopo che ondate successive di colonizzatori extraterrestri hanno sterminato la razza umana dal resto del sistema solare. È il luogo della vittoria umana contro una razza di esseri conosciuti come i cracker, che cercano di smantellare Sol per sfruttare la sua energia.
In Mercury (2005) di Ben Bova, parte della sua serie Grand Tour of the Universe, la storia tratta specificamente del dramma umano riguardante l'esplorazione di Mercurio, cioè dei motivi per cui le persone sarebbero interessate a recarvisi (per esempio, di sfruttare l'energia solare intensa così vicino al sole), e di quali sfide si presenterebbero.

## Fumetti
Nell'albo Space Adventures della Charlton Comics, in due numeri del 1962 è apparso un supereroe proveniente da Mercurio, appropriatamente chiamato "Mercury Man".
Negli albi dei Guardiani della Galassia (dal 1969) della Marvel Comics, Nicholette "Nikki" Gold è l'ultima sopravvissuta di una colonia su Mercurio del XXXI secolo.
Nella striscia a fumetti Calvin e Hobbes di Bill Watterson vi è una storia estesa a più strisce quotidiane, in cui Calvin e la sua compagna di classe Susie devono fare una presentazione su Mercurio nella loro classe. Il contributo di Calvin è, tipicamente, zeppo di "libertà creative".
In Transmetropolitan (1997-2002) di Warren Ellis e Darick Robertson, una serie a fumetti cyberpunk, si fa riferimento ad un Mercurio ricoperto di pannelli solari per venire incontro alle esigenze energetiche di una Terra tecnologicamente avanzata.
In DC One Million (1998) di Grant Morrison, una miniserie di fumetti ambientata nell'Universo DC, ogni pianeta del sistema solare è sorvegliato da uno dei futuri discendenti dei membri della Justice League. Mercurio è assegnato al Flash dell'853º secolo.

## Film e televisione
Il pianeta è stato usato come ambientazione in numerose serie televisive:
- Nella serie tv Space Patrol, all'episodio The Fires of Mercury, il dispositivo del professor Heggarty per tradurre il linguaggio delle formiche converte anche le onde di calore in onde radio. Maria si rende conto che questo potrebbe fornire un sistema per trasmettere calore da Mercurio alla colonia di Plutone, dove le condizioni di congelamento peggiorano come il pianeta nano si avvicina al punto della propria orbita più lontano dal Sole.
- Nella serie tv di Star Trek: Voyager, negli episodi dedicati alle Avventure di Capitan Proton, uno spettacolo nello spettacolo ambientato sul ponte ologrammi (a partire dall'episodio Night del 1998), il dott. Chaotica è un supercattivo che brama di conquistare i terrestri e obbligarli a lavorare nelle miniere di Mercurio.
- Nella serie animata Exosquad (1993-1995), Mercurio serve da base temporanea per la Esoflotta durante la conquista dei pianeti Venere, Terra e Marte.
- Un episodio di Futurama vede la circonferenza di Mercurio fedelmente rappresentata da una "striscia di mezzeria" che fornisce la distanza alla sola stazione di servizio per veicoli del pianeta, dove Fry e Amy rimangono bloccati quando il loro veicolo finisce il carburante.
- Nel film Sunshine di Danny Boyle del 2007, nel quale una navicella terrestre è in rotta verso il Sole per tentare di riattivarne la reazioni nucleari, il pianeta per qualche minuto è la star del film. Esso si trova infatti a passare tra il Sole e la navicella terrestre; l'equipaggio si trova riunito in sala osservazione e ammira in reverenziale silenzio il passaggio di Mercurio.
- Nel film per la televisione Missione Mercurio (Collision Earth) di Paul Ziller (2011), a causa di una enorme anomalia magnetica del Sole il pianeta Mercurio esce dalla sua orbita e si dirige verso la Terra. Un gruppo di scienziati tenterà di evitare la collisione usando il prototipo di un'arma spaziale chiamata "Project 7".

## Giochi e videogiochi
- Nei librogame di ruolo Transhuman Space di Steve Jackson Games, Mercurio è spesso usato per la produzione di antimateria e per l'estrazione di metalli.
- I livelli 6 e 7 del videogioco Descent hanno luogo in una installazione su Mercurio.
- In Descent³, il giocatore deve fare da scorta ad una nave cargo occulta dentro e fuori un'industria aerospaziale su Mercurio, mentre ruba componenti chiave per la costruzione di una nuova nave.
- Nel gioco di ruolo Mutant Chronicles, Mercurio è la sede della potente Mishima corporation.
- Il gioco Starsiege comprende Mercurio come ambientazione per numerose delle sue missioni. Nel gioco gli umani hanno colonizzato Mercurio. Qui gli avamposti sono stati i primi ad essere distrutti quando i Cybrids attaccano nuovamente.
- Nel gioco per PC del 1992 Star Control II, Mercurio è una delle sorgenti per i metalli radioattivi richiesti per la prima missione del gioco.
- In Destiny 1 e 2 Mercurio è presente come pianeta esplorabile con maggioranza di nemici Vex